# Sarita Choudhury
Sarita Catherine Louise Choudhury (Londen, 18 augustus 1966) is een Britse-Amerikaanse actrice.

## Biografie
Choudhury werd geboren in de wijk Blackheath van Londen als dochter van een Indiase vader en een Engelse moeder, en zij heeft twee broers. Ze heeft economie en film gestudeerd aan de Queen's University in Kingston (Canada).

## Filmografie

### Films
Selectie:
- 2020 It Snows in Benidorm - als Alex
- 2015 The Hunger Games: Mockingjay - Part 2 - als Egeria
- 2014 The Hunger Games: Mockingjay - Part 1 - als Egeria
- 2014 Learning to Drive - als Jasleen
- 2008 The Accidental Husband – als Sunny
- 2006 Lady in the Water – als Anna Ran
- 1999 Gloria – als Angela
- 1993 The House of the Spirits – als Pancha Garcia
- 1991 Mississippi Masala – als Meena

### Televisieseries
Uitgezonderd eenmalige gastrollen.
- 2024 Fallout - als Lee Moldaver  - 4 afl.
- 2022 Ramy - als Olivia - 3 afl.
- 2021 - 2022 And Just Like That... - als Seema Patel - 8 afl.
- 2020 - 2021 Mira, Royal Detective - als grootmoeder Rupa - 4 afl.
- 2015 - 2020 Blindspot - als Sophia Varma - 6 afl.
- 2020 Little Fires Everywhere - als Anita Rees - 3 afl.
- 2019 Jessica Jones - als Kith Lyonne - 7 afl.
- 2018 Instinct - als burgemeester Myers - 2 afl.
- 2018 The Path - als Lilith - 13 afl.
- 2011 - 2017 Homeland – als Mira Berenson – 20 afl.
- 2016 - 2017 Madam Secretary - als prime minister Jaya Verma
- 2009 Kings – als Helen Pardis – 6 afl.
- 2001 – 2002 100 Centre Street – als Julia Brooks – 8 afl.
- 2000 – 2001 Deadline – als Sahira Ondaatje – 3 afl.
- 1998 – 1999 Homicide: Life on the Street – als Dr. Kalyani – 5 afl.

- Biblioteca Nacional de España: XX1290237
- Bibliothèque nationale de France: cb14164465s (data)
- Gemeinsame Normdatei: 1019664479
- International Standard Name Identifier: 0000 0000 6302 529X
- Library of Congress Control Number: no97011127
- Nationale Bibliotheek van Tsjechië: xx0059236
- Nationale Bibliotheek van Israël: 987009347729905171
- Virtual International Authority File: 61146155
- WorldCat: E39PBJgHhtC46xPjGp9bjph4MP